# Рогсвед (станція метро)
59°15′24″ пн. ш. 18°01′42″ сх. д. / 59.256667° пн. ш. 18.028333° сх. д.
«Рогсвед» (швед. Rågsved) — станція Зеленої лінії Стокгольмського метрополітену, обслуговується потягами маршруту Т19.
Станція була введена в експлуатацію 13 листопада 1959, як одностанційне продовження від станції Гегдален.
1 грудня 1960 року лінію  продовжили на одну станцію до Гагсетра

Відстань від станції Слюссен 8,5 км.
Пасажирообіг станції в будень —	5,500 осіб (2019)

Розташування: мікрорайон Рогсвед, Енскеде-Остра-Вантер Стокгольм
Конструкція: наземна відкрита станція з однією прямою острівною платформою.

## Операції
| Попередня станція            | Лінія | Лінія     | Лінія | Наступна станція |
| ---------------------------- | ----- | --------- | ----- | ---------------- |
| Гегдален до Гессельбю-странд |       | Лінія T19 |       | Гагсетра Кінцева |